# Compétences coloniales de la Cour de cassation belge
 (décembre 2018).
Les compétences coloniales de la Cour de cassation belge prennent effet dès 1924 par remplacement du Conseil supérieur. Ces compétences prennent fin à la suite de l'indépendance du Congo en 1960.

## Contexte historique

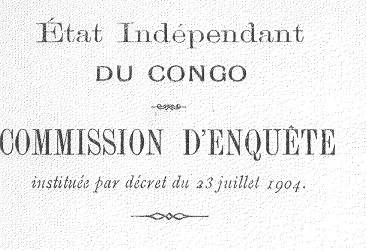
Page de garde de la commission d'enquête institué par le décret du 23 juillet 1904

La conférence de Berlin qui se tient du 15 novembre 1884 au 26 février 1885, ouvre une politique de colonisation massive du continent africain. C’est le 29 mai 1885, que le roi Léopold II s’est proclamé souverain de « l’État indépendant du Congo » également nommé « EIC ». Cet État faisait partie du patrimoine personnel de Léopold II et était pour lui une source de revenus. Cependant, les pratiques qualifiées de terreur de Léopold II sur le territoire congolais, notamment l’affaire des « mains coupées », suscitèrent l’attention internationale sur le Congo et une Commission d’enquête internationale a été instituée par l’article 5 du décret du 23 juillet 1904 de l’EIC. Les conclusions de cette Commission d’enquête vont conduire Léopold II, le 18 octobre 1908 à sanctionner « la loi approuvant le traité de cession conclu le 28 novembre 1907 entre L’EIC et la Belgique », et faisant ainsi du Congo le 15 novembre 1908 une colonie belge sous l’appellation « Le Congo belge ».

## Évolution: du Conseil supérieur à la Cour de cassation
Une fois que le transfert du Congo à Léopold II a été réalisé, celui-ci comprit que l’un des premiers devoirs à accomplir sur le territoire du nouvel État était d’organiser la justice. De ce fait, l’organisation de la justice de l’État Indépendant du Congo comprenait des Tribunaux et une Cour suprême créés par le décret du 16 avril 1889. La Cour suprême est organisée par le décret du 27 décembre 1889 sous le nom de « Conseil supérieur » qui siégeait à Bruxelles,. Cette institution était tricéphale, elle faisait office à la fois de Cour d’appel, de Cour de cassation, et de Conseil d’État. De fil en aiguille, ses compétences lui seront retirées au profit des institutions métropolitaines bruxelloises. C’est à partir des années 1920 que les autorités belges ont commencé à diriger la colonie avec l’élargissement des compétences de la Cour de cassation belge en matière coloniale dès 1924.

## Organisation
Le Gouverneur général a un pouvoir sur l’organisation judiciaire du Congo belge. Il exerce donc une autorité sur le parquet. Le parquet au Congo belge est un système spécial car il est ministère public, juge d’instruction, juge d’appel et juge de cassation.
Tous les pourvois sont déposés à la première chambre de la Cour de cassation belge qui était compétente pour les matières civiles et commerciales.
La composition de la Cour de cassation était la suivante : 

### Les avocats
Ce sont des officiers ministériels nommés par le Roi, ils sont au nombre de douze. Les avocats étrangers à la Cour de Cassation peuvent se présenter devant la Cour seulement accompagnés d’un avocat à la Cour. 

### Le premier président
La Cour de Cassation est présidée par un premier président. Celui-ci doit désigner un magistrat du siège qui fera le rapport. En mars 1960, Antoine Sohier est nommé président de cette juridiction suprême.

### Le procureur général
C’est au procureur général siégeant au parquet général que le greffe transmet le rapport terminé. Après réception du dossier il demande fixation de l’affaire au président. De plus, il donne son avis à la Cour et a la possibilité d’introduire un pourvoi en cassation sous forme de réquisitoire déposé au greffe. 

### Le greffe
Le greffe est dirigé par un directeur qu’on appelle « greffier ». C’est dans cet endroit de la Cour que les documents sont tenus et où l’on vient déposer les requêtes qui sont inscrites par le greffier.

## Magistrat de la Cour
Les juges de la Cour de cassation n’ont aucune connaissance ni expertise en matière coloniale. Ils sont nommés en fonction de leur carrière et non en fonction de leur expérience en tant que magistrat. C’est la loi relative à l’organisation de la Cour de cassation du 25 février 1954 qui prévoyait ce type de nomination. L’article 123 de ladite loi dispose que tout conseiller peut être nommé s’il a pendant dix ans fait le barreau ou exercé des fonctions judiciaires au Congo belge ou au Ruanda-Urundi.
Fernand Dellicour, Antoine Sohier et Fernand Waleffe sont des magistrats de la Cour de cassation. La présence de ce dernier était indispensable pour analyser les décisions coloniales qui étaient fondées sur une législation ignorée des magistrats belges. Antoine Sohier deviendra Procureur général du Congo belge et en mars 1960, il sera nommé président de la Cour de cassation belge parallèlement à son activité de procureur général du Congo belge. C’est à lui que revient le mérite du Journal des tribunaux d'Outre-mer en 1950.

## Compétences

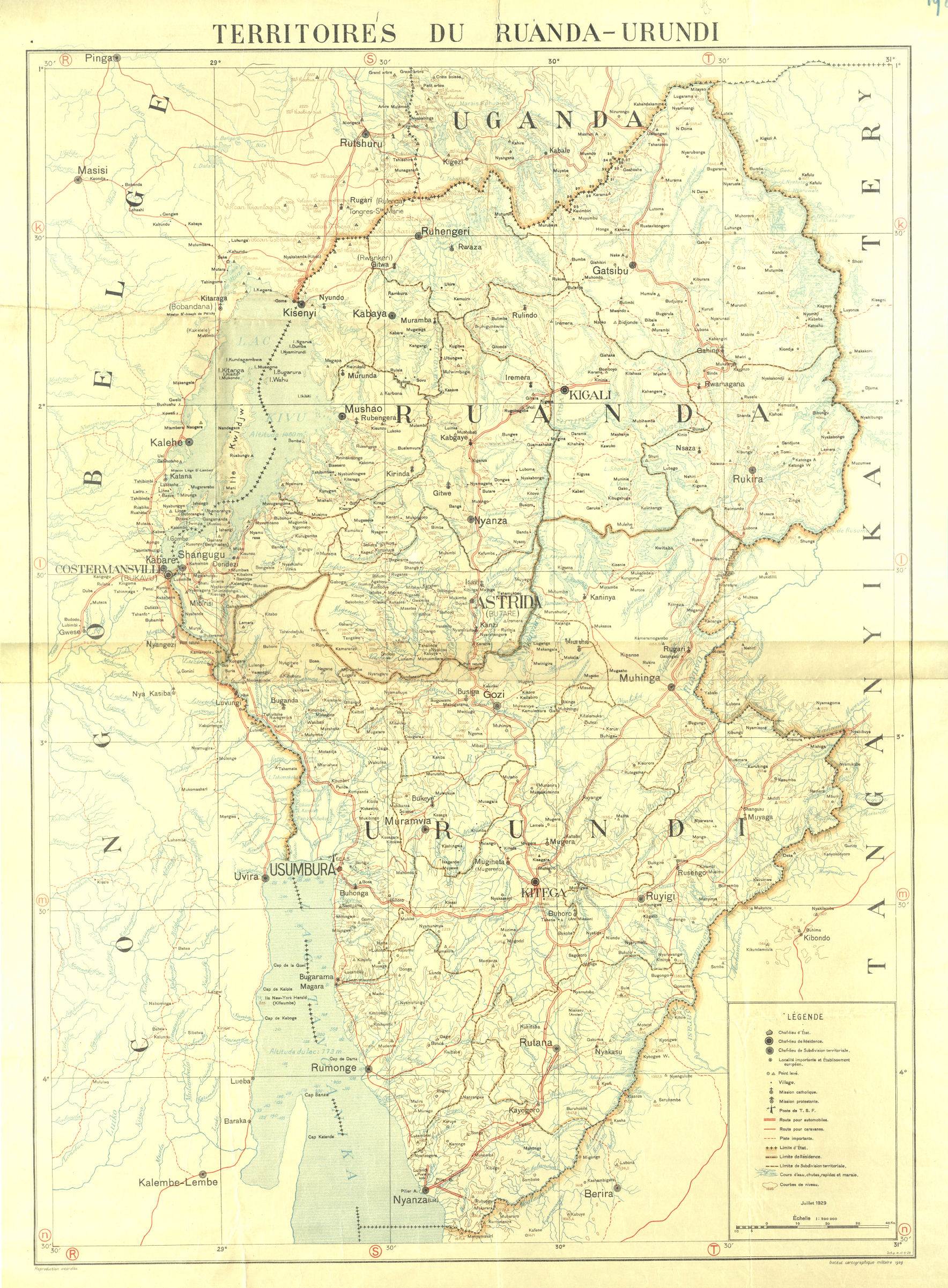
Carte du Ruanda-Urundi.

Carte du Congo belge en 1908.

La loi du 18 octobre 1904, sanctionnée par Léopold II, après les conclusions de la commission d'enquête, ne changea en rien les attributions du Conseil supérieur comme Cour de cassation. Cependant, une question persista : « le Congo étant devenu territoire belge, l’existence de deux Cours de cassation était-elle conciliable avec l’article 95 alinéa 1er, de la constitution ? ». La réponse fut apportée par l’adoption de la loi du 15 avril 1924 qui supprima les compétences du Conseil supérieur en tant que Cour de cassation au profit de la Cour de cassation belge. De là, « tous les pourvois en cassation contre les décisions judiciaires coloniales devaient donc être portées devant la Cour de cassation de Belgique ».. De ce fait, « la Cour en vertu de l’article 1 de la loi du 25 avril 1925, ne connaissait que des pourvois formés contre les décisions en dernier ressort rendues par les tribunaux de première instance et par les Cours d’appel. Elle était aussi compétente pour statuer sur d’autres demandes, tels que les pourvois en matière d’impôts, en matière répressive ou des requêtes en révisions de condamnations pénales ». Tandis que, le Conseil supérieur comme Cour de cassation ne connaissait que les jugements rendus en dernier ressort, en matière civile et commerciale et des prises à partie, La situation ainsi créée par ladite loi est donc celle « d’une assimilation judiciaire entre la Belgique et la colonie ».
Par ailleurs, le Ruanda-Urundi est devenu un protectorat de la Belgique le 31 août 1923, fut rattaché au Congo belge en 1925. De ce fait, il était soumis aux lois du Congo belge et notamment celles concernant la justice et principalement les pourvois en cassation. La Cour de cassation établie en Belgique était aussi compétente pour connaître les affaires provenant du territoire Ruanda-Urundi.

## Procédure
Selon l’article 1er de la loi du 15 juin 1959 « La Cour de cassation se prononce sur les demandes en cassation contre les décisions rendues en dernier ressort, en matière civile et commerciale par les juridictions du Congo belge et du Ruanda-Urundi autres que les tribunaux indigènes ».

### Forme du pourvoi en cassation
Le pourvoi en cassation est introduit au greffe de la Cour de cassation. Le défendeur aura été préalablement averti. Dans l’arrondissement de Bruxelles, la signification est faite par un huissier près la Cour de cassation tandis que dans les autres arrondissements elle est faite par un huissier du domicile du défendeur.
Le demandeur en cassation doit se prévaloir d’un avocat à la Cour de cassation pour introduire le pourvoi. La requête introduite et signer en original et la copie de celle-ci contient : l’exposé des moyens de la partie demanderesse, les conclusions et les dispositions légales dont la violation est indiquée : le tout à peine de nullité.
La réponse au pourvoi se fera dans les trois mois qui suivent le dépôt de la signification de la requête. Le mémoire qui contiendra les conclusions du défendeur sera signé par un avocat à la Cour de cassation et signifié à l’avocat de la partie demanderesse et ensuite remis au greffe.
Les arrêts sont motivés de ce fait, lorsque les moyens invoqués ne sont pas fondés la Cour rejette le pourvoi en cassation. 

### Délai du pourvoi en cassation
Nonobstant un délai plus court établi par la loi, en matière civile ou commerciale le délai pour pouvoir introduire un pourvoi en cassation est de trois mois à partir de la signification de la décision attaquée faite à la personne ou au domicile.
Une augmentation du délai est accordée aux personnes qui ne vivent pas en Belgique, de un mois si le domicile du demandeur est dans un pays d’Europe qui n’est pas limitrophe de la Belgique et de trois mois si le demandeur est domicilié en dehors de l’Europe. 

### Les justiciables
Cet élargissement des compétences de la Cour de cassation ne représentait ni un avantage ni un progrès pour les justiciables. En effet, la procédure en cassation simple et économique du décret du 8 octobre 1908 est remplacée par la procédure en cassation belge. Cette dernière est complexe et diffuse. Ce qui rend ainsi le principe de pourvoi incompréhensible pour les justiciables Africains.

## Jurisprudence
Le Conseil Supérieur comme Cour de Cassation, avait été saisi, avant sa suppression définitive le 1er août 1924 de onze affaires. Avant sa suppression, les décisions du Conseil supérieur en tant que Cour de cassation, bien que siégeant à Bruxelles, étaient dépourvues de toute force exécutoire en Belgique,. De ce fait, aucun citoyen belge, tant en matière civile que commerciale, ne pouvait comparaître devant le Conseil supérieur. Ses décisions étaient exécutoires de plein droit uniquement au Congo belge.
Après l’assimilation judiciaire créée par la loi du 25 avril 1924 et entrée en vigueur le 1er août 1924, la Cour de cassation, se prononçait selon la législation belge seulement pour la violation des formes substantielles ou à peine de nullité et les contraventions à la loi. Par conséquent, les décisions de la Cour étaient effectives et avaient la même force exécutoire en Belgique au Congo belge et au Ruanda- Urundi. Ils étaient donc soumis aux lois du Congo Belge, et ce compris celles en matière judiciaire.

### Législations
- Codes et Lois du Congo belge, t.I : Matières civiles, commerciales et pénales, Bruxelles,, Larcier, 1960.
- Codes et Lois du Congo belge, t.II : Organisation administrative et judiciaire, Bruxelles,, Larcier, 1960.
- Loi du 21 août 1925 relative au gouvernement du Ruanda- Urundi, B.0., art. 1.
- Loi organique de l’ordre judiciaire du 4 août 1832, art. 17.
- Décret du 16 avril 1889, art. 2.
- Décret du 8 octobre 1908, art. 1.

### Doctrines
- Félicien Cattier, Droit et administration de l’Etat indépendant du Congo, Bruxelles, Larcier, 2007 (1re éd. 1898), 504 p..
- Louis De Clerck, L’administration coloniale belge sur le terrain au Congo (1908- 1960) et au Ruanda-Urundi (1925-1962), Annuaire d’Histoire administrative européenne, 2006, p. 207.
- Jean De Boelpaepe, Les cours suprêmes du Congo Belge, Revue de droit et jurisprudence du Katanga, 1925, p. 241 à 244.
- Raoul Hayoit de Termicourt, Le Conseil Supérieur du Congo 1889-1930, Bruxelles, Bruyant, 1960, p. 6 à 18.
- Maurice Rolland, L’organisation de la justice au Congo Belge, Revue internationale de droit comparé, 1953, p. 99.
- Enika Ngongo, Bérengère Piret, Laurence Montel et Pascaline le Polain de Waroux, Prosopographie et biographie : regards croisés sur la magistrature coloniale belge, Le Centre de recherches en histoire du droit et des institutions, 2017 (DOI 10.25518/1370-2262.356), p. 5 à 6.
- Bérangère Piret, Droit et Justice en Afrique coloniale. Tradition, production et réformes, Bruxelles, Université Saint-Louis - Bruxelles, 2013, 91 p..
- Bérangère Piret, La justice coloniale en procès. Organisation et pratique judiciaire, le tribunal de district de Stanleyville (1935-1955) (thèse de doctorat inédite), Université Saint-Louis - Bruxelles, 2016, 168 p..
- Antoine Sohier, La Cour de cassation et la magistrature coloniale, J.T.O.M., 1954, 81 p..
- Alphonse Jules Wauters, L'État indépendant du Congo, Bruxelles, Falks Fils,, 1889, 527 p. (ASIN B0019U48LC).